# NGC 243
NGC 243 est une galaxie lenticulaire située dans la constellation d'Andromède.NGC 243 a été découverte par l'astronome français Édouard Stephan en 1881.

## Caractéristiques
Sa vitesse par rapport au fond diffus cosmologique est de 4 472 ± 24 km/s, ce qui correspond à une distance de Hubble de 66,0 ± 4,6 Mpc (∼215 millions d'al).
NGC 243 présente une large raie HI.

## Groupe de NGC 315
La galaxie NGC 243 fait partie du groupe de NGC 315. Ce groupe comprend plus d'une quarantaine de galaxies. Outre NGC 243, les principales galaxies de ce groupe sont NGC 226, NGC 262, NGC 266, NGC 311, NGC 315, NGC 338, IC 43, IC 66 et IC 69. La galaxie NGC 252 incluse au groupe de NGC 315 dans un article d'Abraham Mahtessian devrait être ajoutée à cette liste.